# 岩本文昭
岩本 文昭（いわもと ふみあき、1968年4月23日 - ）は、長崎県長崎市（旧香焼町）出身の元サッカー選手、サッカー指導者。

## 略歴
国見高校時代のポジションはMF。小嶺忠敏に師事し、3年時にインターハイを制覇し、冬の全国高校サッカー選手権では初出場で準優勝。チームメイトには赤澤昌美、其田秀太、小島光顕がいた。ちなみに、1学年上には、元日本代表FWの高木琢也がいた。
駒澤大学卒業後は地元に帰り長崎銀行に入行、県リーグの有明SCと国見FCでプレーした。2004年3月、有明SCと国見FCが合併し、新生有明FCが発足、コーチとして植木総司監督を支え二人三脚で九州リーグ昇格を決めた。クラブがV・ファーレン長崎に改称した2005年にトップチームの監督に就任した。銀行員との二足のわらじを履く。
2007年の新体制では大渕龍介が監督に就任。総監督兼強化部長となったが、開幕前の電撃解任劇で、再び陣頭指揮を執った。2008年は監督の座を東川昌典に譲り、自身は2月28日付けで、長崎銀行から派遣という形で、クラブの事業部長兼総務部長に就任。
2009年から常務取締役に就任した。6月にはJFL前期第13節までの成績不振により前監督の東川昌典が解任となったことを受け、コーチの大久保毅が監督に昇格。シーズン途中でコーチとして現場復帰したが、同年6月30日に大久保毅が監督を辞任した事に伴い、監督代行として2年振りにチームの指揮を執る事になった。同年7月22日に監督就任が正式決定し、同年のシーズン終了までチームの指揮を執った後に監督を退任。2010年から再び常務取締役として、クラブの業務に携わる事になった。
2017年1月末をもって長崎の取締役を退任した。2018年より国際交流関連の会社で勤務している。

## 所属クラブ
- 長崎県立国見高等学校
- 駒澤大学
- 国見FC
- 有明SC（現・V・ファーレン長崎）

## 指導経歴
- 有明SCコーチ（?? - 2004年）
- V・ファーレン長崎監督（2005年 - 2006年、2007年3月 - 12月、2009年7月 - 12月）
- V・ファーレン長崎総監督兼強化部長（2007年1月-3月）
- V・ファーレン長崎コーチ(2009年6月）
- V・ファーレン長崎監督代行(2009年7月）